# Льера (Бадахос)
Льера (исп. Llera) — муниципалитет в Испании, входит в провинцию Бадахос в составе автономного сообщества Эстремадура. Муниципалитет находится в составе района (комарки) Кампиния-Сур. Занимает площадь 72 км². Население — 938 человек (на 2010 год). Расстояние до административного центра провинции — 105 км.

## География
Муниципалитет Льера географически расположен в провинции Бадахос, на южном склоне Сьерра-де-Орначос. Он образует переходную зону между Огненной Землей, Сьерра-Мореной и Ла-Сереной.
Льера принадлежит к судебному округу Льерена, а сама деревня находится примерно в 105 км от столицы. Она была основана во времена вестготов (600 лет) населением из Орнахоса в районе Серро-де-ла-Вирхен, если точнее, то в области под названием Харандилья. В документах шестнадцатого века все еще упоминается этот анклав как Орначос.

## Университет
Народный университет Льеры зародился как проект культурного развития, направленный на содействие участию общества и непрерывное образование для всех групп, на улучшение качества жизни. Их цели включают в себя содействие развитию образования граждан, социальное и культурное развитие, содействие интеграции всех групп в их социальную среду, поощрение активности граждан, устранение неравенства и дискриминации, которые существуют в различных социальных средах.

## Население
| Год  | Численность | Численность   |
| ---- | ----------- | ------------- |
| 2001 | 956         | [ 2 ]         |
| 2002 | 955         | [ 3 ]         |
| 2003 | 953         | [ 4 ]         |
| 2004 | 948         | [ 5 ]         |
| 2005 | 948         | [ 6 ]         |
| 2006 | 951         | [ 7 ]         |
| 2007 | 953         | [ 8 ]         |
| 2008 | 944         | [ 9 ]         |
| 2009 | 947         | [ 10 ]        |
| 2010 | 938         | [ 11 ]        |
| 2011 | 925         | [ 12 ]        |
| 2012 | 917         | [ 13 ]        |
| 2013 | 904         | [ 14 ]        |
| 2014 | 905         | [ 15 ]        |
| 2015 | 888         | [ 16 ]        |
| 2016 | 870         | [ 17 ]        |
| 2017 | 875         | [ 18 ]        |
| 2018 | 860         | [ 19 ] [ 20 ] |
| 2019 | 836         | [ 21 ]        |
| 2020 | 829         | [ 22 ]        |
| 2021 | 823         | [ 23 ]        |
| 2022 | 822         | [ 24 ]        |
| 2023 | 806         | [ 25 ]        |
| 2024 | 802         | [ 1 ]         |